# Државни музеј историје космонаутике Циолковски
Државни музеј историје космонаутике Циолковски (рус. Государственный музей истории космонавтики имени К.Э.Циолковского) је први музеј на свету посвећен историји истраживања свемира. Отворен је 3. октобра 1967. године у граду Калуга и добио је име по Константину Циолковском, научнику и пиониру у области ракетног инжењеринга, који је скоро цео свој живот, живео у овом граду. Покретач стварања музеја био је Сергеј Корољов, главни дизајнер РКК Енергија. Зграду су дизајнирали Борис Баркин, Евгениј Кирев, Наталија Орлова, Валентин Строги и Кирил Фомин, а камен темељац је положио Јуриј Гагарин 13. јуна 1961. године. Музеј има преко 100.000 посетилаца годишње и има 127 запослених, од којих су 43 кустоси.

## Главна поставка
Изложба музеја састоји се од два дела. Први део посвећен је идејама и истраживању Циолковског и показује модел ракете коју је дизајнирао Циолковски, као и копије његовог научног рада. 
Други део садржи макете свемирског брода попут Спутњик 1 и узорке месечеве прашине. Иза музеја налази се ракетни парк који садржи, између осталог, ракету Р-7 Семјорка.

## Кућа Циолковског
У предграђу Калуге је дрвена кућа у којој је живио Циолковски. Годину дана након његове смрти, 1936. године, ова кућа претворена је у музеј спомен-кућу и сада је део музејске организације.
Музеј такође укључује научне напоре за проучавање живота и дела Константина Циолковског. Музеј организује годишње читање и конференцију Циолковског.